# Скеггі Згуба
«Скеггі Згуба» (англ. Skaggy the Lost) — комікс українського художника Ігоря Баранька виданий в США у 2002—2003 роках видавництвом SLG Publishing. Українською мовою виданий у 2018 році видавництвом Чорним по Білому. «Скеггі Згуба» розповідає про пригоди вікінгів, що плавають у Центральній Америці, в ХІ столітті у пошуках золота.

## Сюжет
У центрі сюжету перебуває мужній Скеггі Згуба, вікінг до останньої кісточки свого тіла. Він ще із самого дитинства марив здобути славу та великі багатства. Тому й дивуватися немає потреби, що всіма способами прагнув досягнути цього. Скеггі зібрав військо із вікінгів-однодумців, які мріють потрапити у Вальгаллу, де всі звитяжні воїни спочивають після смерті, та відправився в далеку подорож до берегів Вінланду (Північна Америка, де проживали майя). До нього дійшла плітка, що місцеві племена, скрелінги, володіють безмежним багатством. Вперед у дорогу до здобуття слави та скарбів!
Упродовж подорожі з ним та його командою відбуваються часом кумедні, а часом магічні події, з яких їм потрібно вийти сухими із води. А це ой як не легко, бо скрелінги не такі вже і прості тубільці. Але, окрім могутності вікінгів, які не завжди могли справитися із ситуацією, їм допомагало вміння Скеггі ставати берсерком. Це перевертень-воїн у скандинавській міфології, який бездумно руйнує все, що трапиться йому на шляху, завдячуючи своїм надзвичайним здібностям. 